# USS LST-238
O USS LST-238 foi um navio de guerra norte-americano da classe LST que operou durante a Segunda Guerra Mundial.